# Batalla de Cienfuegos
La batalla de Cienfuegos fue una refriega en la guerra hispano-estadounidense, que formó parte de las acciones estadounidenses llevadas a cabo para estrechar el bloqueo de Cuba.

## Preludio
Aunque las patrullas estadounidenses que se llevaron a cabo en abril con el fin de capturar mercantes españoles fueron un éxito, los barcos de la Armada Española eludían las fuerzas estadounidenses y proseguían abasteciendo con tropas y avituallamiento a Cuba. Cuando Estados Unidos descubrió que existían cables subacuáticos que daban al puerto de Cienfuegos una comunicación vital para la coordinación naval, enviaron a los cruceros Marblehead y Nashville para cortar las comunicaciones.

## Batalla
El 11 de mayo, una fuerza de 52 marines estadounidenses, todos voluntarios, se embarcó en dos botes de pequeño tamaño para cortar los cables con hachas y sierras mientras recibían fuego de cobertura de los dos cruceros y de un barco artillado. Aunque las baterías de artillería españolas eran demasiado imprecisas como para acertar en los barcos, el fuego de los fusiles provocaron agujeros en los botes y bajas y heridos en la tripulación de estos.
Después de una hora larga de intercambio de fuego, dos cables fueron cortados. Los marines acabaron retrocediendo en sus botes a posiciones seguras. El tercer y último cable se mantuvo intacto al acabar la refriega.